# Gouldochloa curvifolia
Gouldochloa es un género monotípico de plantas herbáceas perteneciente a la familia de las poáceas. Su única especie, Gouldochloa curvifolia Valdés-Reyna, Morden et S.L.Hatch, es originaria de México.
Algunos editores lo incluyen en el género Chasmanthium.

## Etimología
El género fue nombrado en honor de Frank Walton Gould (agrostólogo estadounidense), y el término griego chloa (hierba).

## Citología
Número de la base del cromosoma, x = 12. 2n = 24. 2 ploid. 

## Sinonimia
- Chasmanthium curvifolium (Valdés-Reyna, Morden & S.L. Hatch) Wipff & S.D. Jones[2]